# Corgi Toys
Corgi Toys, é uma marca inglesa, de carros em miniatura produzidos em die-cast desde 1956 pela Mettoy.